# 圓藤眞一
圓藤 眞一（えんどう しんいち、1917年（大正6年）10月6日 - 2007年（平成19年）2月13日）は、日本の法学者。香川大学名誉教授。元高松大学学長。元四国女子大学学長。元香川大学学長。東京帝国大学法学部卒業。徳島県徳島市出身。
長男は徳島県知事を務めた圓藤寿穂。弟は東京都立大学名誉教授の吉田精一。

## 経歴
徳島県徳島市出身。実業家・吉田長三郎の四男として生まれる。後に圓藤弘一の養子となり、弘一の次女である美代子と結婚。1941年（昭和16年）、東京帝国大学法学部政治学科を卒業。大学卒業後は、同年に高松高等商業学校（現在の香川大学経済学部）の講師となり、1943年（昭和18年）に同学校の教授に就任。
1952年（昭和27年）に香川大学の教授、1960年（昭和35年）に同大学の学生部長、1968年（昭和43年）に同大学経済学部の学部長を経て1973年（昭和48年）に同大学の学長に就任。1980年（昭和55年）に四国女子大学（現在の四国大学）の学長に就任。1995年（平成7年）に高松大学の学長に就任。
2007年（平成19年）2月13日、死去。享年89。

## 著書
- 『憲法と政党』（1977年10月20日、ミネルヴァ書房）
- 『政党の理論』（1967年、勁草書房）